# Marian Czarnecki (koszykarz)
Marian Jerzy Czarnecki (ur. 22 maja 1954 we Wrocławiu, zm. 8 listopada 2020 w Będkowie) – polski koszykarz występujący na pozycji środkowego, wielokrotny medalista mistrzostw Polski.

## Osiągnięcia
Na podstawie, o ile nie zaznaczono inaczej.
Klubowe
- 3-krotny mistrz Polski (1977, 1979, 1980)
- 2-krotny wicemistrz Polski (1972, 1978)
- 3-krotny brązowy medalista mistrzostw Polski (1971, 1973, 1974)
- 4-krotny zdobywca Pucharu Polski (1971–1973, 1977)
- Uczestnik rozgrywek:
  - Pucharu Europy Mistrzów Krajowych (1971 – TOP 16, 1978)
  - Pucharu Europy Zdobywców Pucharów (1973 – TOP 16, 1974, 1979 – TOP 8)